# Henning Moritzen
Henning Bolvig Moritzen (3 de agosto de 1928 en Taarbæk - 11 de agosto de 2012 en Frederiksberg Hospital) fue un actor de películas y director danés, que era conocido por una variedad de funciones teatrales.
Después de leer de Blanche Funch y su formación práctica como alumno de la Escuela de actores de los teatros privados, en 1948 debutó en el Det Ny Teater en 1950. De 1955 a 1975 y nuevamente desde 1980 hasta 1998 fue empleado de forma permanente en el Teatro Real. Aquí tuvo hasta 60 papeles principales, incluso como Billy Jack en Bruun Olsen y Saverys "Teenagerlove" en 1962, en Svejk en la Segunda Guerra Mundial y Erasmus Montanus. El último papel de Moritzens en teatro fue como Jerónimo en Mascarade del año 2001.
Como actor de cine y televisión, estuvo en cerca de 70 producciones, a partir de Det gælder livet en 1953. Él actuó como poeta, en una de las tres películas sobre Poeten og Lillemor 1959 a 1961, donde actuó al lado de otro de los grandes actores de hoy en día, Helle Virkner. Entre los papeles notables recientes fue el padre de Thomas Vinterberg en La celebración (1998). Su última actuación fue en la película Alting bliver godt igen de 2010.
Henning Moritzen estuvo casado desde 1971 con la actriz Lise Ringheim, hasta su que ella murió en 1994. Juntos tuvieron una hija, Marianne Moritzen, que es la gerente de producción en la industria cinematográfica. También tiene un hijo, el actor y director Michael Moritzen, de un matrimonio anterior con Betty Krohn.

## Filmografía
| - Dorte - 1951 - Kærlighedsdoktoren - 1952 - Det gælder livet - 1953 - Adam og Eva - 1953 - Vi som går køkkenvejen - 1953 - Den gamle mølle på Mols - 1953 - Et eventyr om tre - 1954 - Himlen er blå - 1954 - Bruden fra Dragstrup - 1955 - Tante Tut fra Paris - 1956 - Kispus - 1956 - Mariannes bryllup - 1958 - Mor skal giftes - 1958 - Poeten og Lillemor - 1959 - Poeten og Lillemor og Lotte - 1960 - Forelsket i København - 1960 - Jetpiloter - 1961 - Eventyr på Mallorca - 1961 - Poeten og Lillemor i forårshumør - 1961 - Harry og kammertjeneren - 1961 - Crazy Paradise - 1962 | - Den kære familie - 1962 - Det stod i avisen - 1962 - Venus fra Vestø - 1962 - Støvsugerbanden - 1963 - Alt for kvinden - 1964 - Tænk på et tal - 1969 - Stine og drengene - 1969 - Cries and Whispers - 1972 - Pengene eller livet - 1982 - Peter von Scholten - 1987 - Dansen med Regitze - 1989 - Sofie - 1992 - Roser & persille - 1993 - Baby Doom - 1998 - La celebración - 1998 - Her i nærheden - 2000 - Grev Axel - 2001 - Nu - 2002 - Allegro - 2005 - Headhunter - 2008 - Everything Will Be Fine - 2010 |

## Televisión
- Onkel Vanya (1971)
- Livsens ondskab (1972)
- En by i provinsen (1977-1980)
- SK 917 har nettopp landet (1984)
- Tango for tre (1994)
- Renters rente (1996)
- Madsen og Co. (1996)
- Bryggeren (1997)
- Forsvar (2004)
- Better Times (2004)